# Petrivți, Mirhorod
Petrivți (în ucraineană Петрівці) este localitatea de reședință a comunei Petrivți din raionul Mirhorod, regiunea Poltava, Ucraina.

## Demografie
Componența lingvistică a localității Petrivți
     Ucraineană (95,37%)
     Rusă (4,39%)
     Alte limbi (0,06%)
Conform recensământului din 2001, majoritatea populației localității Petrivți era vorbitoare de ucraineană (95,37%), existând în minoritate și vorbitori de rusă (4,39%).